# Charles Jessel

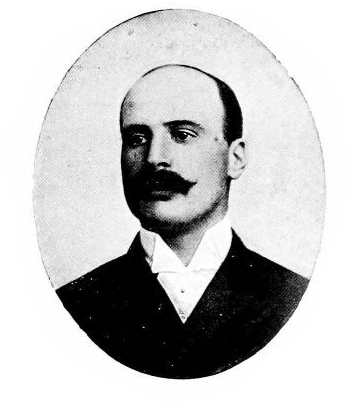
Sir Charles James Jessel

Sir Charles James Jessel, 1. Baronet (* 11. Mai 1860 in Paddington; † 15. Juli 1928 in Goudhurst) war ein britischer Rechtsanwalt und Manager. Er gehörte zum Management der North Borneo Chartered Company und gab der Stadt Jesselton, dem heutigen Kota Kinabalu in Sabah, Malaysia seinen Namen.

## Leben
Charles James Jessel wurde 1860 geboren als Sohn von Sir George Jessel und Amelia Jessel im Londoner Stadtteil Paddington, Middlesex.
Charles wuchs zusammen mit seinen drei Schwestern und seinem Bruder in der Nähe des Hyde Parks auf. Die gesellschaftlichen Position seines Vaters als Master of the Rolls – dem dritthöchsten Richteramt Englands – verschaffte der Familie die Annehmlichkeiten eines Lebens in Wohlstand. Das zeigte auch die Auflistung des zur Adresse 10 Hyde Park Gardens gehörenden Personals, das im Jahr 1881 einen Butler, zwei Diener, zwei Hausmädchen, eine Köchin, eine Küchengehilfin und eine Zofe verzeichnet.
1879 immatrikulierte er sich ins Balliol College der University of Oxford für die Studiengänge Literae Humaniores und Jura und blieb dort bis 1882. Seine Tutoren waren F. de Paravicini, Monier Williams und Sir W. R. Anson. 1884 erlangte er den Bachelor of Arts und 1886 den Master of Arts. In seiner Zeit am Balliol spielte er in der Rugby-Mannschaft des College und brachte es bis zum Präsidenten der Studentenbruderschaft „Dervorguilla“.
Aus seiner Studentenzeit ist ein kurzes Gedicht erhalten:
 C.J.J.

   Out of the way, for I am J-SS-L,

   You'll find you are the weaker vessel;

   But as I occupy the ground

   You have your choice, so which way round?
 (freie Übersetzung zum Verständnis)

   Aus dem Weg, denn der JESSEL bin ich,

   Du merkst bald, du bist das schwächere Schiff;

   Aber da ich die Stellung nicht gebe frei

   Hast Du die Wahl, wie willst du vorbei?

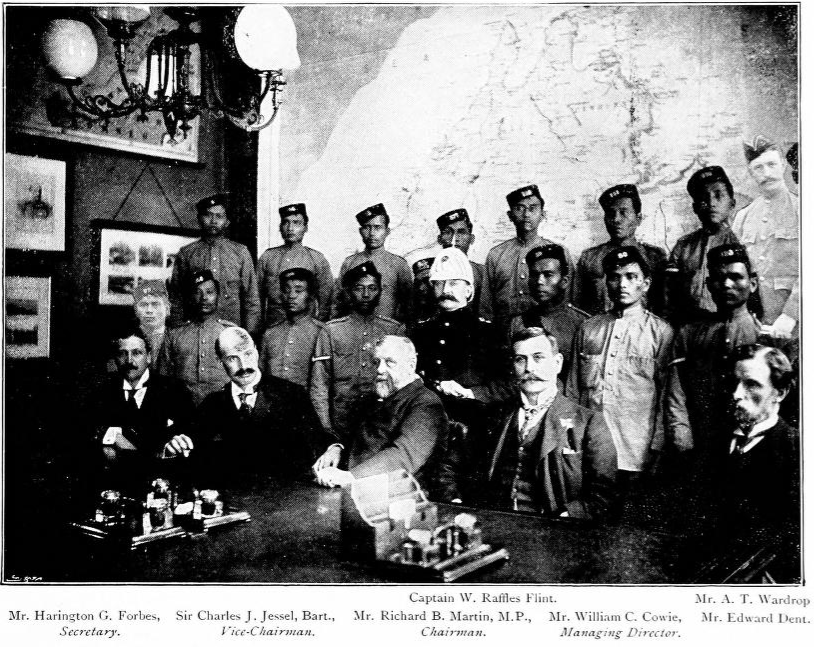
Jessel (vorderste Reihe, 2. von links) als Stellvertretender Aufsichtsratsvorsitzender der Britisch North Borneo Chartered Company

Nach dem Tod seines Vaters im Jahr 1883 zog die Familie nach Goudhurst in die Grafschaft Kent. Charles Vater hatte dort das Ladham House, ein Wohnhaus mit 16 ha Land erworben. Das Anwesen wurde 1895 nochmals im italienischen Stil umgebaut. Den riesigen Garten, der seit 1931 einmal jährlich im Rahmen des National Gardens Scheme der Öffentlichkeit zugänglich gemacht wird, ließen die Jessels nach Plänen des Landschaftsarchitekten William Goldring (1854–1919) umgestalten.
Die Verdienste seines Vaters verdankte er, dass ihm am 25. Mai 1883 der erblichen Adelstitel Baronet, of Ladham House in the Parish of Goudhurst in the County of Kent, verliehen wurde.
1885 wurde er als Barrister an der Anwaltskammer Lincoln’s Inn zugelassen.
Seinen Militärdienst leistete er von 1883 bis 1890 neben Studium und Beruf als Lieutenant im 2. Freiwilligen-Battalion der Buffs (East Kent Regiment) ab.
Am 15. Juli 1890 heiratete er Edith, die Tochter des Unterhausabgeordneten Sir Julian Goldsmid, 3. Baronet, in der Synagoge in Westminster. Aus dieser Ehe gingen zwei Söhne und zwei Töchter hervor; George (* 28. Mai 1891), Nina Dorothy (* 2. Juli 1893), Richard Hugh (* 21. Februar 1896) und Marjory Constance (* 16. Oktober 1897). Den Gepflogenheiten seiner Zeit folgend, wurde er Mitglied in verschiedenen Club, nämlich Brooks’s Club, Garrick Club, Oxford and Cambridge Club, Beefsteak Club.
In der North Borneo Chartered Company wurde er Mitte der 1890er Jahre zuerst stellvertretender Aufsichtsratsvorsitzender. Als 1899 die in der Mat-Salleh-Rebellion zerstörte Niederlassung der Company von Pulau Gaya an die Westküste verlegt wurde, wurde das frühere Api-Api zu Ehren Jessels in Jesselton umbenannt. Vom 9. Dezember 1903 bis zu seiner Pensionierung im Jahre 1909 hatte er das Amt des Aufsichtsratsvorsitzenden der Gesellschaft inne.
1895 wurde er Direktor der Imperial Continental Gas Association und stieg dort 1913 zum Vorsitzenden auf.
Von 1903 bis 1904 übte er das Amt des High Sheriff of Kent aus.
Charles James Jessel starb im Alter von 68 Jahren am 15. Juli 1928, seinem Hochzeitstag.